# Acontia stumpffi
Acontia stumpffi là một loài bướm đêm trong họ Noctuidae.